# Kjotve il Ricco
Kjotve il Ricco (norreno antico: Kjǫtvi hinn auðgi, norvegese: Kjøtve den Rike; fl. IX secolo) fu un re di Agder, allora uno dei piccoli regni della Norvegia durante la fine del IX secolo. 

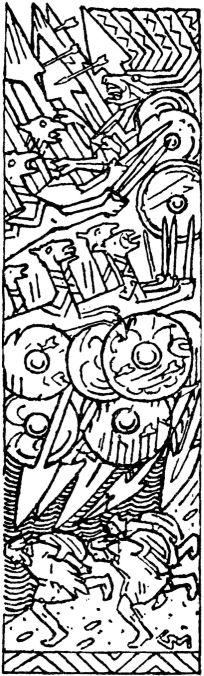
Slaget i Hafrsjord di Gerhard Munthe Heimskringla 1899

Kjotve guidò i re norvegesi occidentali contro re Harald Bellachioma (Harald Hårfagre) alla battaglia di Hafrsfjord (Slaget i Hafrsfjorden). Sconfitto da Harald, Kjotve fuggì; molti dei suoi alleati furono uccisi nella battaglia. Suo figlio Thorir Haklang era un berserker che cadde durante la battaglia di Hafrsfjord.

## Cultura popolare
Un personaggio liberamente ispirato allo storico Kjotve, soprannominato "Kjotve il Crudele", appare in un ruolo antagonista durante le ore di apertura del videogioco del 2020 Assassin's Creed Valhalla. Kjotve il Crudele ha un figlio di nome Gorm, che appare periodicamente nel gioco, e viene rivelato attraverso il gioco per dispositivi mobili Assassin's Creed: Rebellion che Kjotve ha un secondo figlio, Hrolfr.
Kjotve appare nel videogioco Crusader Kings della Paradox Interactive e nei suoi due sequel, mentre governa la provincia di Agder.